# Pierre Harvey
Pierre Harvey, CM (* 24. März 1957 in Rimouski) ist ein ehemaliger kanadischer Sportler. Als erster männlicher Athlet aus Kanada hat er sowohl an Olympischen Sommerspielen (als Radrennfahrer) und Olympischen Winterspielen (als Skilangläufer) teilgenommen.

## Leben
1978 gewann er die Silbermedaille im Straßenrennen der Männer bei den Commonwealth Games. Harvey gewann 1979 bei den Canada Winter Games drei Goldmedaillen im Langlauf. Erstmals an Olympischen Spielen nahm er als Radrennfahrer 1976 in Montreal teil. Dort erreichte er im olympischen Straßenrennen den 24. Rang. 1979 wurde er nationaler Meister im Einzelzeitfahren.
Zwischen 1982 und 1988 nahm Harvey auch an Langlaufwettkämpfen teil und erreichte an der Nordischen Skiweltmeisterschaft 1982 in Oslo den 16. Platz über 15 km. Insgesamt gewann er in seiner Karriere drei Rennen, darunter das 50-km-Rennen am Holmenkollen 1988. Bei den Olympischen Winterspielen 1988 in Calgary sprach er den olympischen Eid der Athleten und erreichte den 14. Platz über 30 km.
1988 erhielt Harvey den Order of Canada. 1992 wurde er in die Canadian Ski Hall of Fame aufgenommen, die Aufnahme in die Canadian Cycling Hall of Fame folgte 2006.
Sein Sohn, Alex Harvey, war als Skilangläufer bei den Olympischen Winterspielen 2010 in Vancouver dabei und wurde 2011 in Oslo Weltmeister im Teamsprint.

## Erfolge

### Weltcupsiege im Einzel
| Nr. | Datum         | Ort   | Disziplin                      |
| --- | ------------- | ----- | ------------------------------ |
| 1.  | 7. März 1987  | Falun | 30 km Freistil Individualstart |
| 2.  | 12. März 1988 | Falun | 30 km Freistil Individualstart |
| 3.  | 19. März 1988 | Oslo  | 50 km Freistil Individualstart |

### Siege bei Skimarathon-Rennen
- 1987 Birkebeinerrennet, 54 km klassisch

## Weltcup-Gesamtplatzierungen
| Saison  | Platz | Punkte |
| ------- | ----- | ------ |
| 1981/82 | 21.   | 36     |
| 1982/83 | 21.   | 35     |
| 1983/84 | 33.   | 21     |
| 1984/85 | 15.   | 40     |
| 1985/86 | 9.    | 40     |
| 1986/87 | 7.    | 60     |
| 1987/88 | 6.    | 67     |